# Tiemriuk
Tiemriuk (ros. Темрюк) – miasto w Rosji, w Kraju Krasnodarskim, centrum administracyjne rejonu tiemriukskiego.
Miasto położone na prawym brzegu rzeki Kubań, w jej delcie, przy ujściu do Morza Azowskiego, 130 km na zachód od Krasnodaru, na Półwyspie Tamańskim. Znajduje się tu ważny port morski, stacja kolejowa i kurort.